# Trollskär (vid Helsingholmen, Kimitoön)
Trollskär är en ö i Finland.   Den ligger i kommunen Kimitoön i landskapet Egentliga Finland, i den södra delen av landet, 150 km väster om huvudstaden Helsingfors.